# Emma Bezos
María Emma Bezos Martínez (Benavente, 12 aprile 1967) è un'ex cestista spagnola.